# 2003年飓风诺拉
飓风诺拉（英語：Hurricane Nora）是2003年太平洋飓风季最后一个登陆墨西哥的热带气旋，也是该季第十四个获命名的风暴和第五场飓风，于10月1日经东风波发展而成。气旋朝西北方向移动并缓慢增强，于10月4日达到飓风强度。风暴在当天达到持续风速每小时160公里的最高强度，但由于东侧有规模更大的飓风奥拉夫存在，诺拉无法进一步强化。受逐渐逼近的低压槽影响，气旋在迅速减弱的同时转朝东面的墨西哥前进，到10月7日已降级成热带低气压。虽然诺拉已不再属于热带气旋，但由于其位置靠近陆地，因此美国国家飓风中心还在继续针对气旋发布公告。
出乎气象机构意料，诺拉重新发展出雷暴区，并于10月9日从锡那罗亚州马萨特兰附近登陆，之后不久就逐渐消散。低气压在墨西哥西部产生局部暴雨，但没有报导表明当地因此受到破坏，也没有出现人员伤亡。风暴残留之后同奥拉夫和下层低气压区融合，在德克萨斯州中部引发洪灾，还催生出一场龙卷风。

## 气象历史
9月13日，有东风波离开非洲西海岸向西移动，行经大西洋和加勒比海期间没有显著发展。9月25日，东风波轴线穿越中美洲，其对流沿墨西哥南部海岸继续西进。9月29日，天气系统行进至阿卡普尔科以南约160公里海域，其组织结构已有改善。虽然上层风切变的不利影响尚不强烈，但美国国家飓风中心还是在9月30日首度指出系统有可能会在接下来数天内发展成热带气旋。10月1日，雷暴已有充分组织，气象机构因此把位于下加利福尼亚半岛最南端以南约975公里洋面的天气系统归类成第十四号热带低气压。
低气压发展期间拥有层次分明的下层环流，并在北侧的高压脊影响下朝正西以南方向前进。外界环境有利于进一步发展，风切变较少，水温偏高，促使对流逐渐组织，于10月2日清晨升级成热带风暴并获名“诺拉”（Nora）。到达距高压脊最远的位置后，风暴几乎短暂停止移动，但到10月3日又开始稳步朝西北方向前进。深层对流中心发展出眼状特征，诺拉于10月4日清晨成为飓风，接下来还在继续增强，于当天达到风力时速160公里的最高强度。气象部门此时预计，由于外界环境仍然有利，飓风的风速会继续提升至每小时185公里，达到大型飓风标准。但由于东面正在发展的热带风暴奥拉夫导致风切变增多，诺拉实际上未能继续增强。
10月5日时，诺拉的风眼在卫星图像上已经无法辨别，表明飓风已开始减弱。不过，特殊微波传感器/成像仪的观测结果又显示气旋西北象限内形成另一个很小的风眼。对流渐趋混乱，风速于10月6日降至低于飓风标准。与此同时，逐渐逼近的强烈中层低压槽促使诺拉的移动速度减缓并转向东进。持续存在的风切变和干燥空气将中心附近的雷暴剥离，到10月7日时，所有深层对流均已消亡，风暴随即降级成热带低气压，诺拉的强度已经降至热带气旋下限。由于环流位置靠近墨西哥西部，同时气旋行经洋面水温较高，不能完全排除重新发展的可能，因此美国国家飓风中心继续发布公告。受逼近的低压槽影响，诺拉加速朝东北偏东方向移动，之后又转向北上。逼近墨西哥西部的同时，气旋中心上空又出乎气象机构意料地发展出弧形对流区。诺拉不久就于10月9日清晨从锡那罗亚州马萨特兰附近登陆，气旋此时尚未经过进一步发展，环流依然杂乱无章，不久后就在墨西哥西部的高山地形上空消散。

## 防灾措施和影响

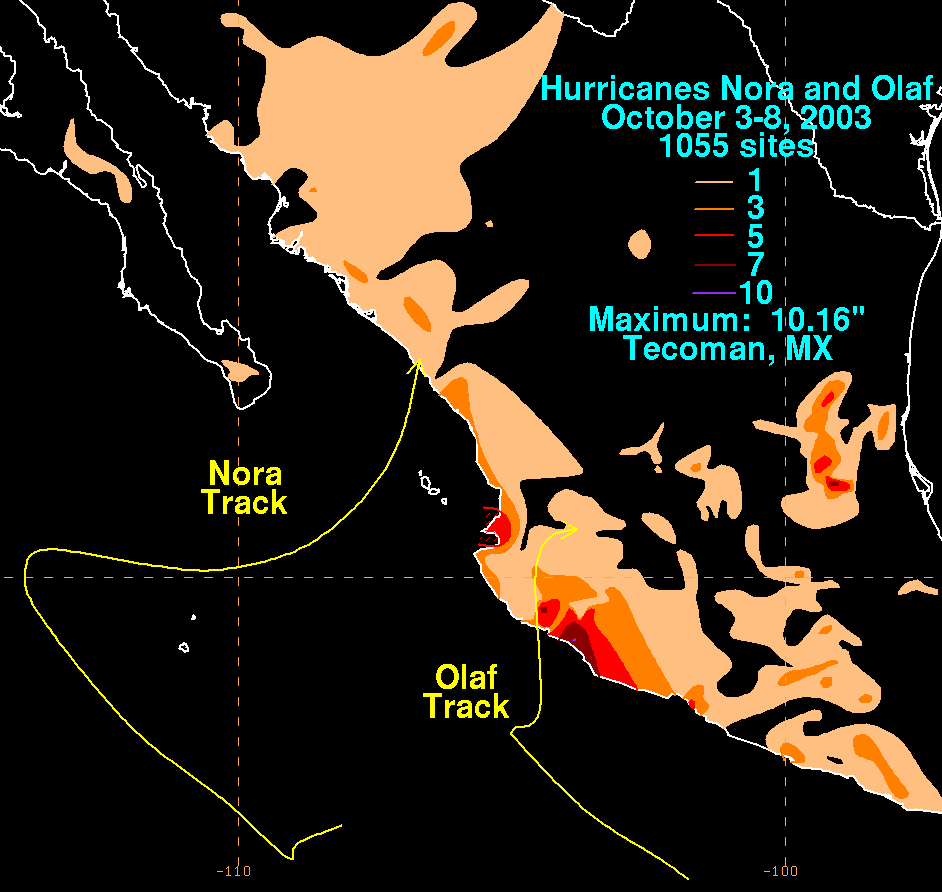
飓风诺拉和奥拉夫的降水分布，两场飓风在数天内相继吹袭墨西哥

美国国家飓风中心起初预测诺拉上岸时只有热带低气压强度，所以没有发布任何热带风暴警告或观察预警。不过，墨西哥国家气象局共针对风暴发布46份公告和16份预警公告。气旋在沿墨西哥海岸平行移动期间产生大浪，之后登陆锡那罗亚州时又在局部地区降下暴雨。10月8日，马萨特兰测得的24小时降雨量达到95.3毫米，比其他地点都高。10月7日降雨量最高的地方是纳亚里特州加维奥塔斯（Gaviotas），达到87毫米。诺拉还在下加利福尼亚半岛沿海地区产生降水，降雨范围还向北延伸到德克萨斯州附近。风暴对墨西哥西部的整体影响很小，没有任何报导表明当地因此遭受任何损失或有任何人员伤亡。
飓风诺拉和奥拉夫的残留湿气同上层低气压区相互影响，令德克萨斯州普降暴雨，韦科附近发生洪灾，麦格雷戈（McGregor）附近一户人家被迫撤离。受洪灾影响，35号州际公路、84号国道和36号州道部分路段封闭。此外，天气系统还在舒格兰催生出一场龙卷风，致使四幢楼房受到破坏，其中还包括一所学校。
诺拉是2003年太平洋飓风季最后一场吹袭墨西哥的风暴，另外四场分别是飓风伊格纳西奥和马蒂，以及热带风暴卡洛斯和奥拉夫。